# Santa Cristina do Couto
Santa Cristina do Couto (llamada oficialmente Couto (Santa Cristina)) era una freguesia portuguesa del municipio de Santo Tirso, distrito de Oporto.

## Historia
Fue suprimida el 28 de enero de 2013, en aplicación de una resolución de la Asamblea de la República portuguesa promulgada el 16 de enero de 2013 al unirse con las freguesias de Burgães, Santo Tirso y São Miguel do Couto, formando la nueva freguesia de Santo Tirso, Couto (Santa Cristina e São Miguel) e Burgães.